# Saint Thomas (La Tour)
Pour les articles homonymes, voir Saint Thomas.
 (décembre 2023).
Si vous disposez d'ouvrages ou d'articles de référence ou si vous connaissez des sites web de qualité traitant du thème abordé ici, merci de compléter l'article en donnant les références utiles à sa vérifiabilité et en les liant à la section « Notes et références ».
Saint Thomas est un tableau réalisé dans la première moitié du XVIIe siècle par le peintre lorrain Georges de La Tour. Cette huile sur toile est un portrait en clair-obscur qui représente l'un des douze Apôtres, Thomas, alors que, courbé et au crâne dégarni, il tient une lance à deux mains. Partie de la Série des apôtres d'Albi autrefois exposée dans la Cathédrale Sainte-Cécile d'Albi, dans le Tarn, en France, l'œuvre est redécouverte dans une collection privée de la ville en 1987. Depuis son acquisition en 2003, elle est conservée au musée national de l'Art occidental, à Tokyo, au Japon. L'artiste a peint au moins un autre tableau figurant le saint avec une arme d'hast en main, Saint Thomas à la pique, quant à lui au musée du Louvre, à Paris.

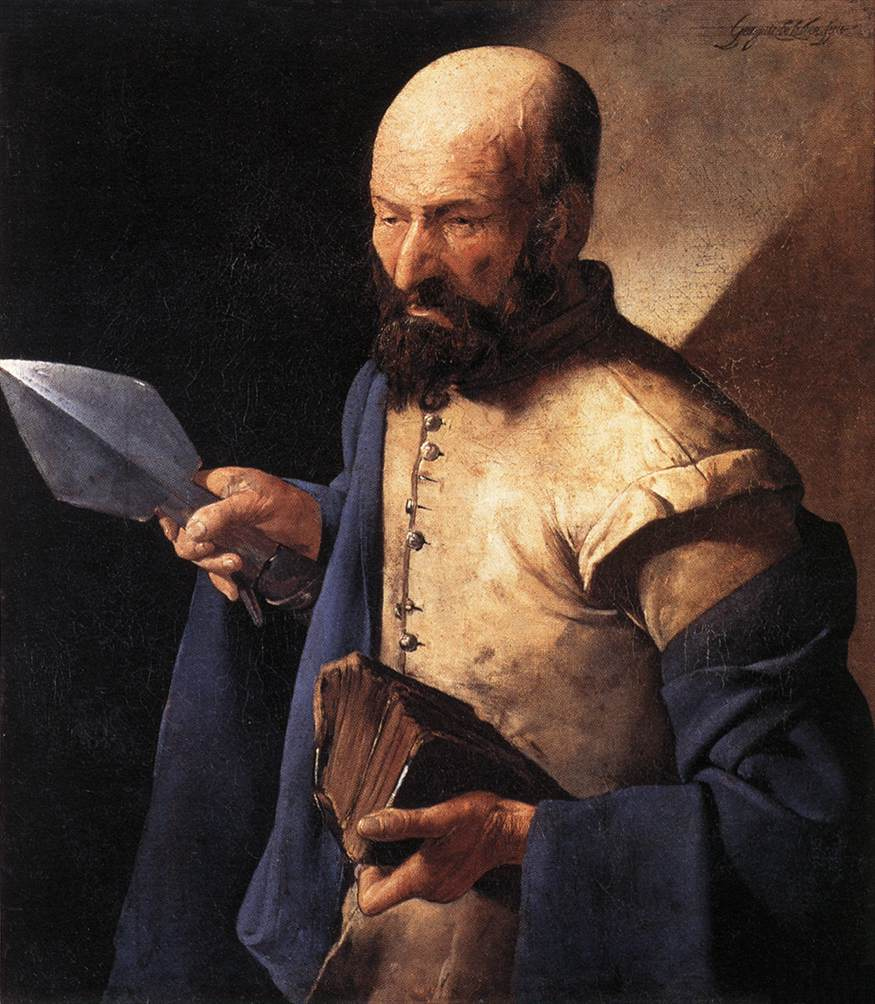
Saint Thomas à la pique, musée du Louvre, Paris.